# Mentha citrata
La Menta bergamotto (Mentha citrata Ehrh.)  è una pianta erbacea perenne della famiglia delle Lamiacee.
Raggiunge i 30 cm di altezza con foglie molto scure color bronzo, ha fiori color porpora; cresce in Europa.
La pianta ha un caratteristico odore di limone schiacciato e le foglie hanno un odore rinfrescante che ricorda la lavanda e l'acqua di Colonia, questa caratteristica è dovuta alla presenza dell'acetato di linalile che è proprio quella sostanza presente nell'olio essenziale di bergamotto, che conferisce e fissa il profumo dell'acqua di Colonia. Per questo motivo l'olio essenziale ricavato dalla Mentha citrata, opportunamente distillato per ottenere una frazione particolarmente ricca in acetato di linalile, viene utilizzato a scopo fraudolento per adulterare oli essenziali agrumari pregiati come quello di bergamotto.
La Mentha citrata è usata per fare un tè di gusto simile alla limonata al quale vengono attribuite proprietà medicamentose.